# Theoxena scissaria
Theoxena scissaria là một loài bướm đêm trong họ Geometridae.